# Comuna Tomașhorod, Rokîtne
Tomașhorod (în ucraineană Томашгород) este o comună în raionul Rokîtne, regiunea Rivne, Ucraina, formată din satele Ielne și Tomașhorod (reședința).

## Demografie
Componența lingvistică a comunei Tomașhorod
     Ucraineană (99,96%)
     Alte limbi (0,04%)
Conform recensământului din 2001, majoritatea populației comunei Tomașhorod era vorbitoare de ucraineană (99,96%), existând în minoritate și vorbitori de alte limbi.